# Ilijaš (priimek)
Ilijaš [ílijaš] je priimek več znanih osebnosti.

## Znane slovenske nosilke in nosilci priimka
- Domen Ilijaš, filolog
- Snežana Ilijaš, novinarka
- Tomi Ilijaš, inženir elektrotehnike, podjetnik

## Znane tuje nosilke in nosilci priimka
- Jasmina Ilijaš, hrvaška atletinja